# Ofcolaco
Ofcolaco este un oraș din Africa de Sud.